# Lacmellea guyanensis
Lacmellea guyanensis är en oleanderväxtart som först beskrevs av Müll. Arg., och fick sitt nu gällande namn av Monachino. Lacmellea guyanensis ingår i släktet Lacmellea och familjen oleanderväxter. Inga underarter finns listade i Catalogue of Life.